# Bebop
Il be-bop, anche riportato con la grafia bebop e spesso abbreviato bop, talvolta conosciuto come progressive jazz, è uno stile del jazz che si sviluppò soprattutto a New York negli anni quaranta. Caratterizzato da tempi molto veloci e da elaborazioni armoniche innovative, il bebop nacque in contrapposizione agli stili jazz utilizzati dalle formazioni coeve. Nei suoi primi anni di vita la parola "be-bop" indicò, oltre allo stile musicale anche lo stile di vita e l'atteggiamento ribelle di coloro (che erano in maggioranza giovani) che si indicavano come "bopper". Anche per questo motivo il bebop divenne popolare tra i letterati che si riconoscevano nella cosiddetta Beat Generation e fu citato in alcune delle loro opere più famose (ad esempio nella poesia Urlo di Allen Ginsberg). Nel corso dei 15 anni successivi, il bebop e le sue ramificazioni si evolsero fino a diventare il principale idioma del jazz. Ancora nel primo decennio del XXI secolo, lo stile jazzistico indicato come "mainstream"  si rifà essenzialmente alle elaborazioni stilistiche del bebop.
Il termine be-bop (che nei primi tempi veniva spesso usato anche nella forma rebop) nacque da un’onomatopea  che voleva simboleggiare la brevissima frase di due note usata in alcuni casi come segnale per chiudere un lungo brano. Uno dei primi a utilizzarlo fu Dizzy Gillespie, tra i capostipiti di questa deriva jazz, che intitolò così una delle sue composizioni più note.

## La nascita del movimento

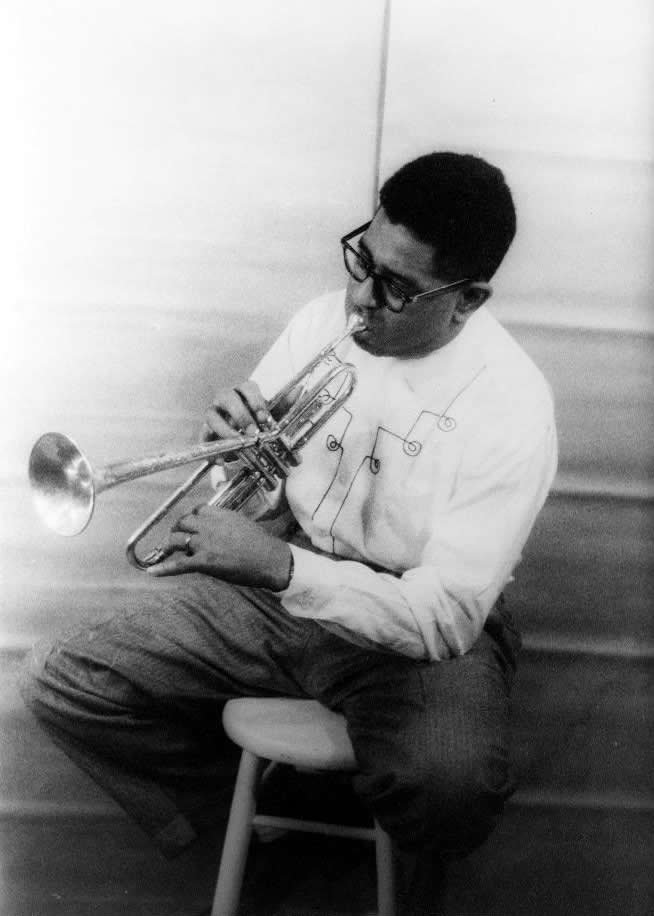
Uno dei padri del be-bop: Dizzy Gillespie

(Jack Kerouac, On the Road 1957)

### Premesse
In pieno periodo bellico, i locali e le case discografiche si sforzano di far dimenticare la guerra ed i problemi sociali (in primis l'apartheid nei confronti dei neri): le orchestre swing, come quelle celebri di Benny Goodman e Glenn Miller, sono le più adatte a questo scopo e vengono promosse attivamente. Nelle loro file militano soprattutto musicisti bianchi, che hanno assimilato perfettamente il linguaggio swing e si accaparrano le sempre più scarse occasioni di lavoro.
Per i musicisti neri si pongono due obiettivi: liberarsi dai rigidi arrangiamenti delle big band per esprimersi più liberamente e manifestare tangibilmente la loro ribellione a quel mondo ipocritamente sorridente.

### La rivoluzione

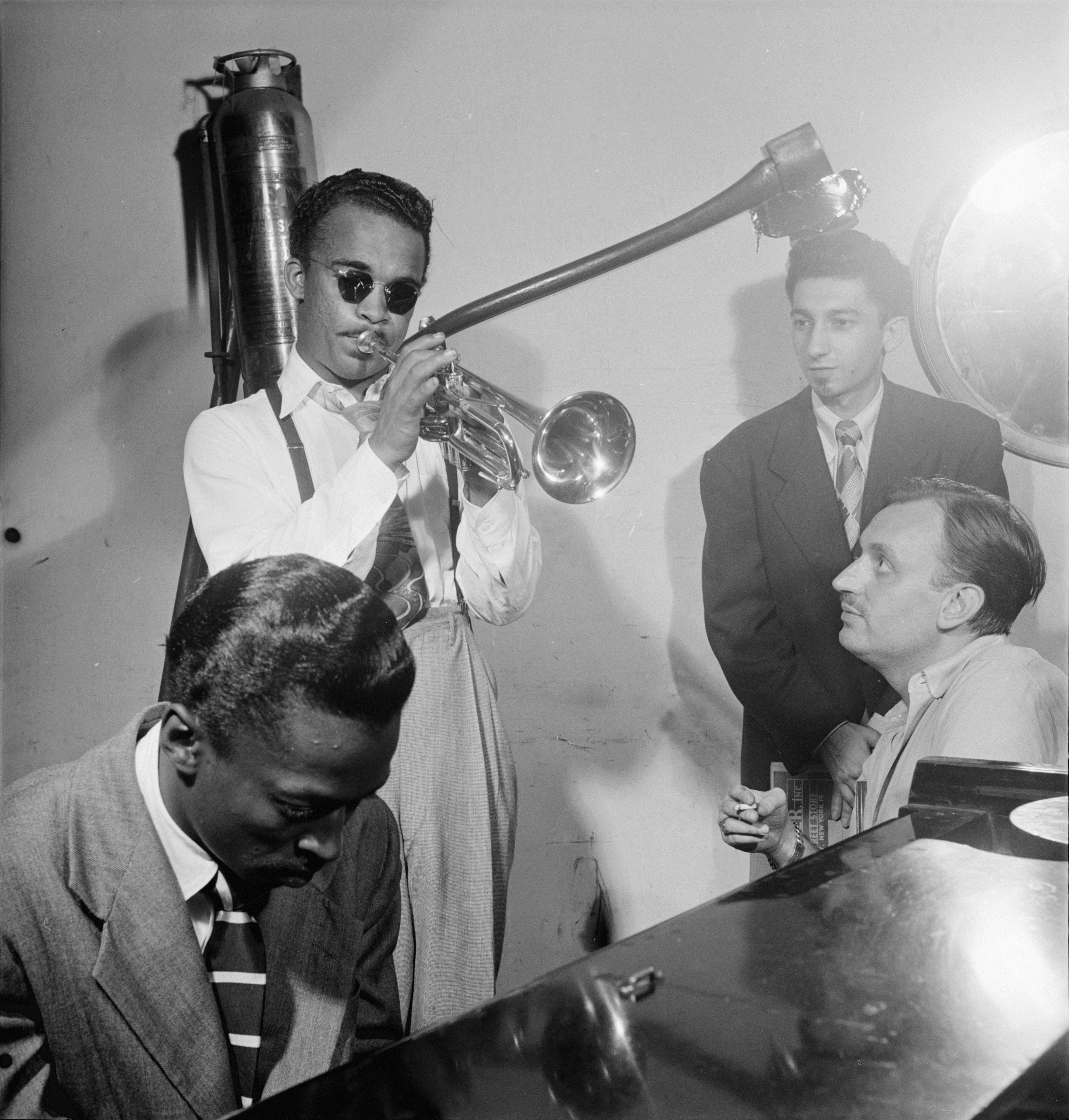
Howard McGhee, Brick Fleagle e Miles Davis, settembre 1947

Quella del Bebop è una rivoluzione che va al di là dell'aspetto strettamente musicale. È un movimento elitario, nero, tutto sommato di nicchia. Tra i locali di New York che ospitano i primi after hours Be bop i più celebri sono il Monroe's e il Minton's. Qui, di notte, dopo che i musicisti hanno suonato per far ballare i clienti e per guadagnarsi da vivere, si riuniscono Charlie Christian, il pianista Thelonious Monk e Dizzy Gillespie, il batterista Kenny Clarke e Charlie Parker, un giovane altosassofonista di Kansas City arrivato a New York da poco e destinato ad identificarsi con il nascente stile musicale, di cui sarà uno dei fondatori (per alcuni, il vero e proprio padre) e uno dei più importanti esponenti.
Molti dei musicisti del Minton's (Gillespie, Benny Harris, Benny Green e Parker per esempio) suonavano nella big band di Earl Hines, ma ci rimangono per pochi mesi. Con l'uscita dall'orchestra del cantante Billy Eckstine e la sua volontà di dare vita a una band bop, i suddetti più altre decine di musicisti vi si daranno il cambio tra il 1943 e il 1947: chi vi rimarrà per tutto il periodo (Art Blakey), chi per alcuni mesi o settimane (tra questi Parker, Gillespie come direttore musicale, Dexter Gordon, Sarah Vaughan, Miles Davis). Questa band che in tre anni e rotti girò in lungo e in largo gli USA, riuscendo pure a incidere due album, nonostante il lunghissimo braccio di ferro tra musicisti e discografici, ebbe un merito enorme: quello di far uscire il be-bop dai claustrofobici localini newyorkesi; il tutto, grazie alla fama - all'epoca superiore a qualsiasi altro cantante, bianco o nero che fosse - del bandleader Billy Eckstine.

Liberi dai vincoli del leader d'orchestra e del pubblico da compiacere, questi musicisti sperimentano nuove soluzioni musicali fino a codificare il bop. Cambia il jazz e cambia la musica. Il jazz matura, con scelte armoniche rivoluzionarie: nelle mani dei boppers c'è l'impegno a renderlo deliberatamente progressivo.
(J.E. Berendt, Il libro del jazz)

## Caratteristiche musicali

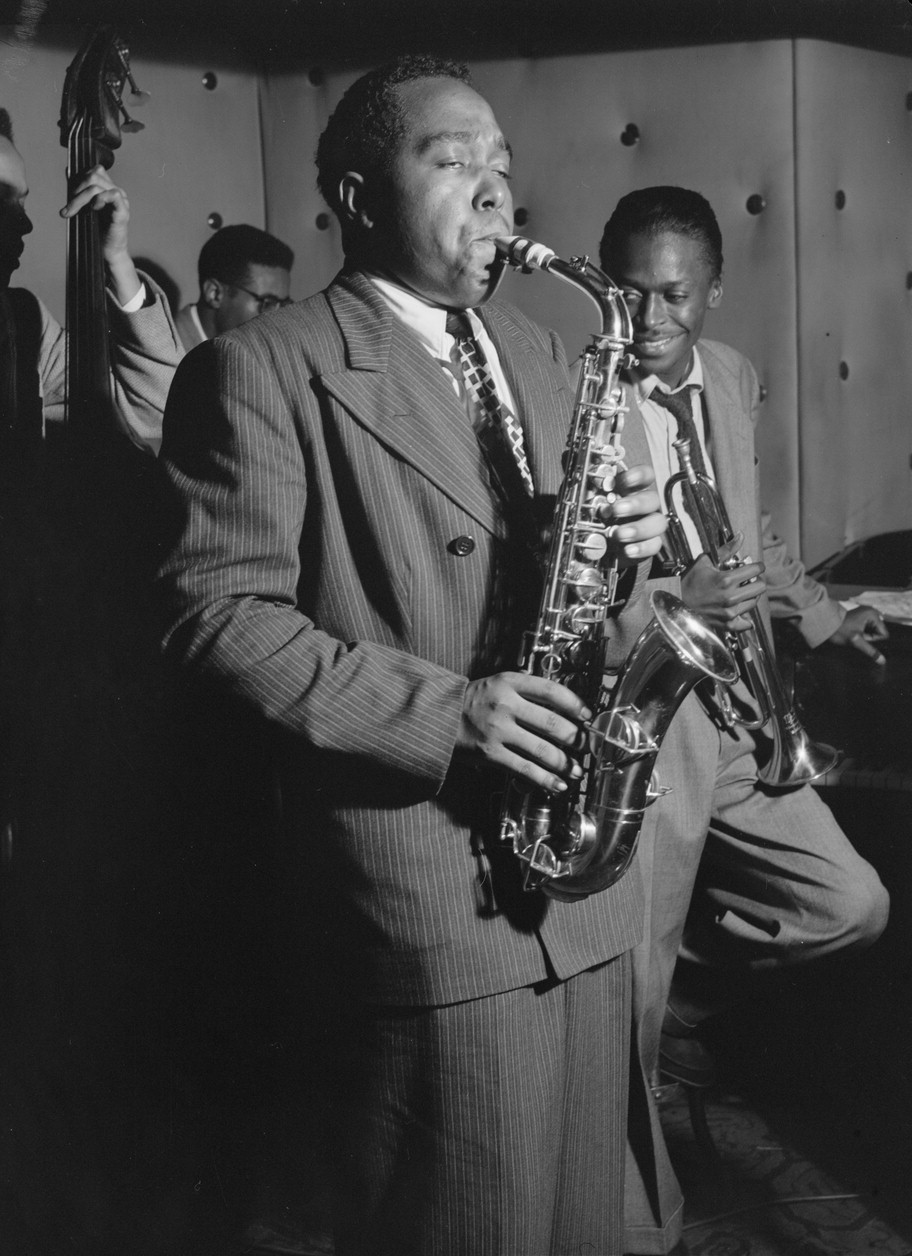
Charlie Parker (in primo piano, sassofono alto) insieme a Tommy Potter (contrabbasso), Max Roach (percussioni) e Miles Davis (tromba), al Three Deuces, sulla cinquantaduesima strada, a New York nel 1947

### Forma
Nel bebop vengono utilizzate le stesse forme song e blues già appartenenti al linguaggio jazzistico, secondo la logica del chorus ricorrente. Tuttavia vengono abbandonati gli arrangiamenti complessi delle orchestre swing, per lasciare più spazio all'improvvisazione, momento centrale della performance. Tendenzialmente, l'esecuzione di un brano prevede: l'esposizione della melodia (suonata all'unisono, se sono presenti più fiati), le improvvisazioni dei solisti e la riproposizione finale del tema. Solo talvolta sono presenti brevi introduzioni, code e interludi. Molti boppers scrivono contrafact, ovvero nuove melodie composte su strutture armoniche di brani già esistenti. Nel bebop sono frequenti le esecuzioni sia estremamente veloci, sia estremamente lente (nel caso delle ballad).

### Armonia e melodia
Le strutture armoniche di song e blues vengono arricchite armonicamente: sia con l'aggiunta di accordi di passaggio, sia con la sostituzione e l'alterazione di accordi, sia con l'uso di estensioni. Contestualmente, anche il linguaggio melodico aumenta di complessità. Ai riff sincopati tipici dello swing vengono sostituite lunghe successioni di ottavi, posizionate asimmetricamente rispetto alla struttura.

### Organico
La formazione tipica del bebop è ridotta: da tre a sei/sette elementi (il cosiddetto combo). Gli strumenti tipici sono: tromba, sax tenore o contralto, poi pianoforte, contrabbasso e batteria. Meno frequentemente sono presenti trombone e chitarra elettrica. Questa riduzione di organico permette di suonare senza arrangiamenti scritti, basandosi solo sul chorus e sviluppando l'interplay, ovvero la capacità di interazione estemporanea tra musicisti.